# 小行星13806
小行星13806（13806 Darmstrong）是一颗绕太阳运转的小行星，为主小行星带小行星。该小行星于1998年12月8日发现。

## 轨道参数
小行星13806的轨道半长轴为2.9339110 UA，离心率为0.084。